# Урасково
Урасково — деревня в Берёзовском районе Пермского края. Входит в состав Переборского сельского поселения.

## Географическое положение
Расположена на правом берегу реки Шаква (правый приток реки Сылва), к северу от райцентра, села Берёзовка.

## Население
| 2010 | 2014 | 2015 | 2016 |
| ---- | ---- | ---- | ---- |
| 62   | ↘61  | ↗64  | ↘63  |

## Улицы
- Зелёная ул.
- Центральная ул.

## Топографические карты
- Лист карты O-40-79. Масштаб: 1 : 100 000. Издание 1980 г.